# Гейбель, Пауль Отто
Па́уль О́тто Ге́йбель (нем. Paul Otto Geibel; 10 июня 1898, Дортмунд, Германская империя — 12 ноября 1966, Варшава, ПНР) — бригадефюрер СС, генерал-майор полиции и последний руководитель СС и полиции в Варшаве.

## Биография
Пауль Отто Гейбель родился 10 июня 1898 года в Дортмунде. Получил среднее общее образование в народной школе. Гейбель принимал участие в Первой мировой войне. После окончания войны работал страховым агентом. 1 декабря 1931 года вступил в НСДАП (билет № 761353) и 15 декабря 1931 года присоединился к Штурмовым отрядам (СА). 1 июля 1938 года был зачислен в ряды СС (№ 313910).
С начала апреля 1935 года служил в полиции. С 1941 года работал в главном управлении полиции порядка, где в период с октября 1942 по март 1944 года был руководителем служебной команды II. С конца марта 1944 по 1 февраля 1945 года являлся руководителем СС и полиции в Варшаве. После неудачного Варшавского восстания с октября 1944 по январь 1945 года под его руководством проходило планомерное разрушение города («разрыхлительные, очистительные, разрушительные, меры оцепления»). Впоследствии до 8 мая 1945 года был начальником полиции порядка в Праге.
После войны за принадлежность к СС был осуждён чешским судом на 5 лет заключения. После отбытия наказания последовала его экстрадиция в Польшу. Там в 1954 году за его деятельность на посту начальника СС и полиции, особенно во время Варшавского восстания, он был приговорён к пожизненному тюремному заключению. В ноябре 1966 года в заключении покончил жизнь самоубийством.